# Belsiana
Belsiana es una variedad cultivar de ciruelo (Prunus cerasifera),
una variedad de ciruela cuyo origen es un ejemplar de ciruela salvaje que se asemeja a 'Mirobolan', seleccionada por los árabes e introducido en Francia en 1878 por G. Luizet. Las frutas tienen un tamaño mediano, de forma muy regular, semi esférico, achatado en los polos, color de piel amarillo verdoso o amarillo ámbar con chapa de extensión variable rojo claro anaranjado o carmín claro, y carne de color ámbar, derretido, dulce.

## Historia
'Belsiana' es una variedad de ciruela cuyo origen es un ejemplar de ciruela salvaje que se asemeja a "Myrobalan", seleccionada por los árabes e introducido en Francia en 1878 por G. Luizet, a quien fue enviado por Ferdinand Lombard, horticultor en "Mustopha", Argelia.
Ha sido descrita por : 1. Cat. Cong. Pom. France 471. 1887.
'Belsiana' está cultivada en el banco de germoplasma de cultivos vivos de la Estación experimental Aula Dei de Zaragoza. Está considerada incluida en las variedades locales autóctonas muy antiguas, cuyo cultivo se centraba en comarcas muy definidas, que se caracterizan por su buena adaptación a sus ecosistemas, y podrían tener interés genético en virtud de su características organolepticas y resistencia a enfermedades, con vista a mejorar a otras variedades.
En la "estación INRA la Grande Ferrade" (Francia) se ha obtenido la variedad de ciruelo porta injertos "Ishtara®-ferciana" resultado del cruce de 'Belsiana' x ('Mirobolan' x 'Pecher'). Porta injerto muy versátil, compatible con almendro, albaricoque, melocotón, y ciruelo doméstico.

## Características
'Belsiana' árbol de crecimiento fuerte y saludable. Tiene un tiempo de floración que comienza a partir del 12 de abril con el 10% de floración, para el 16 de abril tiene una floración completa (80%), y para el 26 de abril tiene un 90% de caída de pétalos. Muy buen polinizador de otras variedades de ciruelos.
'Belsiana' tiene una talla de fruto de tamaño mediano, de forma muy regular, semi esférico, achatado en los polos, con la sutura poco acentuada, línea más clara que el color de la chapa, transparente, superficial en toda su extensión; epidermis muy fuerte y ácida, apenas pruinosa, pringosa, sin pubescencia, siendo su piel de color amarillo verdoso o amarillo ámbar con chapa de extensión variable rojo claro anaranjado o carmín claro, punteado escaso en grupitos, pequeño y difícil de apreciar sobre todo en la zona pistilar, amarillento, sin aureola o excepcionalmente con aureola carmín vivo sobre la chapa; Pedúnculo corto o mediano, fino, fuertemente adherido a la carne, saliendo una gota de almíbar al desprenderlo, ubicado en una cavidad del pedúnculo estrecha y poco profunda, apenas rebajada en la sutura y el lado opuesto; pulpa de color amarillo dorado, transparente, con textura muy blanda, extraordinariamente jugosa, fibrosa, y sabor muy dulce, almibarado, excepto un poco ácido junto al hueso.
Hueso muy adherente, pequeño, elíptico, poco sobresaliente, superficie semi lisa, basta y áspera al tacto.
Su tiempo de recogida de cosecha se inicia en la primera decena de julio.

## Usos
La ciruela 'Belsiana' se comen crudas de fruta fresca en mesa, y valiosa para fines de preparados culinarios.